# 建國路 (台中市區)
建國路為臺灣臺中市由臺鐵臺中車站至高鐵台中站之間重要的城際連絡道路，約呈東西向。然而由於鐵道阻隔南北，路名有建國路、建國北路、建國南路等等衍生。建國北路分為三段。大部份與台鐵鐵路平行，位於鐵路北側。路東邊轉向北與南京路交叉後接雙十路；西過林森路後，續接建國北路三段，進入烏日區後再改回建國路，終點為高鐵台中站。
台鐵舊臺中車站即位於建國路上，車站周邊是依靠大眾交通工具者相當重要的轉運換車區域。

## 本道路客運
| 編號  | 業者     | 路線                           | 行駛區間                           |
| ----- | -------- | ------------------------------ | ---------------------------------- |
| 99    | 中鹿客運 | 精武車站－嶺東科技大學         | 高鐵台中站－文心南路               |
| 99延  | 中鹿客運 | 精武車站－臺中區監理所         | 高鐵台中站－文心南路               |
| 127延 | 豐榮客運 | 捷運大慶站－臺中洲際棒球場     | 建國北路－文心南路                 |
| 158   | 全航客運 | 高鐵台中站－修平科技大學       | 高鐵台中站－捷運大慶站－三民路一段 |
| 242   | 四方客運 | 捷運大慶站－吉星社區           | 建國北路－復興路三段               |
| 356   | 捷順交通 | 國安社區(宜寧中學)－捷運大慶站 | 建國北路－文心南路                 |
| 綠1   | 中鹿客運 | 捷運北屯總站－仁友停車場       | 高鐵台中站－文心南路               |

## 行經行政區域
（由西至東）
- 烏日區
- 南區
- 西區
- 中區

## 分段
- 建國路（烏日區不分段）：高鐵東路－南區與烏日區界
- 建國北路一段：南區與烏日區界－忠明南路
- 建國北路二段：忠明南路－五權路
- 建國北路三段：五權路－林森路
- 建國路（市區不分段）：林森路－南京路

## 車道配置
- 高鐵台中站－大慶街：雙向四車道，設置中央綠化安全島
- 大慶街－中山醫學大學研究大樓旁：雙向四車道
- 中山醫學大學研究大樓－台中路：雙向四車道，設置中央綠化安全島
- 台中路－中山路：東向二車道；西向三車道；設置中央安全島
- 中山路－臺灣大道一段：雙向六車道，設置中央安全島
- 臺灣大道一段－八德街：雙向四車道，設置中央安全島
- 八德街－綠川東街：雙向四車道
- 綠川東街－南京路：雙向六車道，設置中央綠化安全島

## 流行文化
台中明道中學熱音社社長多多（林鼎源）於2021年3月14日上傳失戀後的創作《走建國路回家但後座少ㄌ泥》，瞬間因豐富的情感及觸動人心的歌詞爆紅，連樂團「動力火車」都曾翻唱演出。
- KKBOX走建國路回家但後座少ㄌ泥 （页面存档备份，存于）
- streetvoice走建國路回家但後座少ㄌ泥 （页面存档备份，存于）

## 沿線設施
（由西至東）

| 建國路（烏日區） - 台中捷運綠線高鐵台中站 筏子溪 中彰快速道路 - 烏日車站（與鐵軌相隔） - 交通部臺灣鐵路管理局工務養護總隊 - 台中捷運綠線烏日站 - 臺中市烏日區烏日國民小學（與鐵軌相隔） 光日路 楓樹腳溪 麻園頭溪 - 台中捷運綠線九德站 - 台中捷運綠線九張犁站 環中路六段 - 臺中市南區樹德國民小學（於民國111年8月開始招生，與鐵軌相隔） - 臺中市第十三期市地重劃區 | 建國北路一段（南區） - 台中捷運綠線大慶站 - 大慶車站 - 中山醫學大學附設醫院 文心南路 - 中山醫學大學 東興路 忠明南路 建國北路二段（南區／西區） 柳川 - 法務部行政執行署臺中分署 - 五權車站 五權路 建國北路三段（西區） 自由路 - 臺中市立光明國民中學 - 臺灣臺中地方檢察署觀護人室 林森路 | 建國路（西區／中區） - 臺中市西區大同國民小學 - 台中綠空鐵道 - 綠川 民權路 - 台中李方艾美酒店 - 豐原客運台中站 - 臺中車站鐵道文化園區（國定古蹟舊臺中車站） 臺灣大道一段 - 臺中車站（市區公車臺中車站轉運中心） - 中華郵政建國路郵局 成功路 - 臺中轉運站（國光、台中、統聯、台西客運） - 建國市場舊址（已拆除） 南京路 |